# Jürgen Knubben

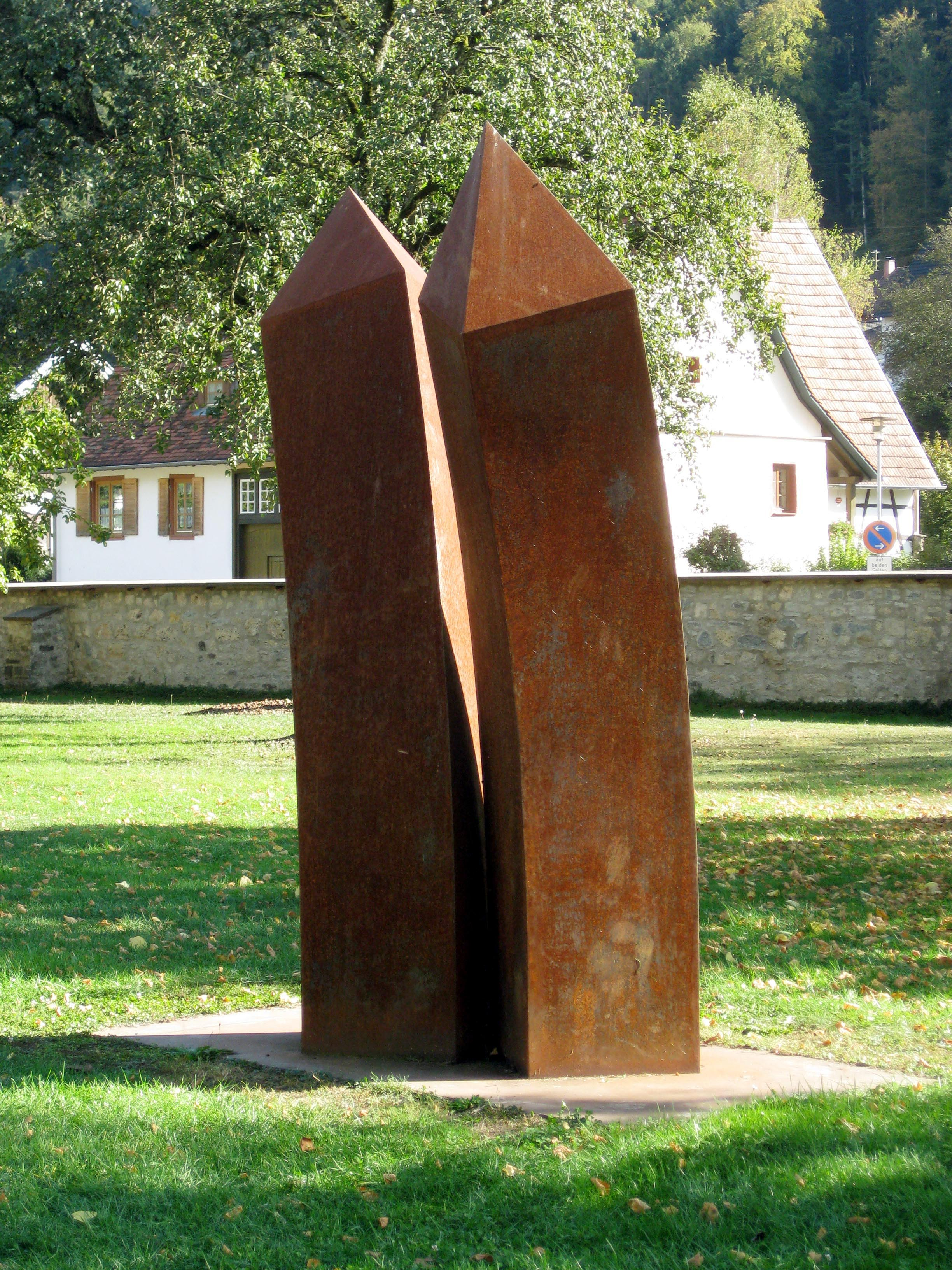
„Doppelturm schräg“, 2005, Wasserschloss Glatt

Jürgen Knubben (* 19. März 1955 in Rottweil) ist ein deutscher Bildhauer.

## Biografie
Seit 1973 arbeitet Jürgen Knubben als Bildhauer. Von 1977 bis 1982 studierte er Theologie an der Universität Tübingen. Hospitationen bei den Bildhauern Erich Hauser, Romuald Hengstler und Franz Bucher führten letztendlich zur Bildhauerei.
Seit 1982 übt er eine Lehrtätigkeit als Theologe und Kunsterzieher aus. 2006 war er als Gastdozent an der National Taiwan University tätig. Er ist Initiator, Organisator und Teilnehmer bei Kunstprojekten, vorwiegend in Süddeutschland, lebt und arbeitet in Rottweil. Seit 2002 ist Knubben Mitglied im Künstlerbund Baden-Württemberg.

## Stil
Die Skulpturen werden auf das Wesentliche reduziert. Werkstoff ist Stahl, der durch Oxydation einen Orangeton bekommt.

## Aktivitäten (Auswahl)
- seit 1992 Konzeption und Realisierung von Ausstellungen zeitgenössischer Kunst
- seit 1993 Geschäftsführer FORUM KUNST Rottweil
- seit 1996 Gründungsgeschäftsführer, Stiftungsratsmitglied und Vorstandsmitglied der „Kunststiftung Erich Hauser“
- 1996 Konzeption und Realisierung der Kunststiftung Hohenkarpfen
- 2000 Konzeption „Werkstatt Europa“ im FORUM KUNST ROTTWEIL
- 2000 Konzeption „Stadtkünstler“ Spaichingen
- 2003 Konzeption des Kunstprojekts „heimatkunst.com“ anlässlich der Heimattage Baden-Württemberg in Rottweil

## Preise
- 1994 Volker-Hinniger-Preis der Stadt Bamberg
- 2007 Kulturpreis der Stadt Rottweil
- 2023 Oberschwäbischer Kunstpreis

## Ausstellungsbeteiligungen (Auswahl)
Seit 1973 Einzelausstellungen/Beteiligung an Ausstellungen.
- 2000: „1. Schweizerische Triennale für Skulptur“, Bad Ragaz, Schweiz
- 2007: Galerie Fondazione Zappettini in Mailand – Stiftung Skulptur Urschweiz, Ennetbürgen-Luzern, Schweiz
- 2008: „SkulpTour – Zollernalb“, Balingen – „open Art 08“, Tri Roveredo, Schweiz
- 2009: Torre Fiorenzana, Grono, Schweiz – Fürstengarten, Villa Eugenia und Kunstverein „Weißes Häusle“, Hechingen, Zollernalbkreis – Diözesanmuseum Limburg a. d. Lahn
- 2011: Teilnahme an der International Horticultural Exposition 2011 in Xi’an China
- 2012: Ausstellungsbeteiligung im Licht von Amarna, Ägyptisches Museum Berlin
- 2013: Teilnahme an der Biennale Internationale die SculturaRacconigi, Italien
- 2018: Jürgen Knubben – Skulpturen am See, 55 Jahre Seegfrörne. Hagnau am Bodensee, Ausstellung im öffentlichen Raum.

## Sammlungen (Auswahl)
La Fondazione „Il Giardino di Daniel Spoerri“, Seggiano, Italien, Sammlung „Kunststiftung Erich Hauser“, Oberschwäbische Elektrizitätswerke Ravensburg, Regierungspräsidium Freiburg, Regierungspräsidium Tübingen und verschiedene Kommunen.